# August Knecht

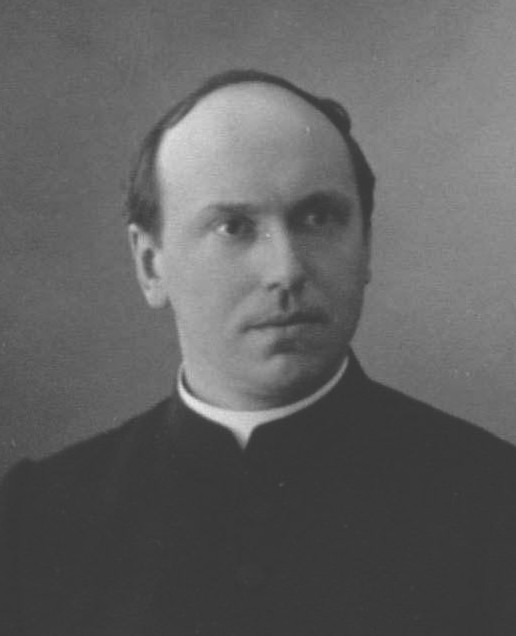
August Knecht, 1911

August Knecht (* 22. Juli 1866 in Herxheim bei Landau/Pfalz; † 11. Februar 1932 in München) war ein deutscher katholischer Theologe. 

## Werdegang
Knecht kam als Sohn der Bauerseheleute Adrian Knecht und Maria Theresia Raßenfoß zur Welt. Er besuchte das Humanistische Gymnasium in Speyer und studierte Jurisprudenz und Theologie an den Universitäten München und Würzburg. Beide Fächer schloss er mit Promotion ab. Im August 1890 empfing er in Speyer die Weihe zum Priester. Nach Tätigkeit als Seelsorger wurde er 1900 außerordentlicher Professor für Kirchenrecht, Grundzüge des bayerischen Staats- und Verwaltungsrechts, Pädagogik und Didaktik an der Bamberg. 1907 nahm er zusätzlich einen Lehrauftrag für Kirchengeschichte an.
1911 folgte er einem Ruf an die Universität Straßburg. Nach Kriegsende wurde er ausgewiesen. Ab 1919 war er Honorarprofessor für Kirchenrecht an der Universität München.
Er war Mitglied der katholischen Studentenverbindungen KDStV Aenania München (seit 1886), KDStV Markomannia Würzburg, KDStV Rappoltstein (Straßburg) Köln, KDStV Badenia (Straßburg) Frankfurt am Main und KDStV Trifels München.

## Ehrungen
- Ehrenbürger von Herxheim